# Sokouhoué
Sokouhoué ist eine Ortschaft und ein Arrondissement im Departement Couffo im westafrikanischen Staat Benin. Es ist eine Verwaltungseinheit, die der Gerichtsbarkeit der Kommune Djakotomey untersteht.

## Demografie und Verwaltung
Gemäß der Volkszählung 2013 des beninischen Statistikamtes INSAE hatte das Arrondissement 14.648 Einwohner, davon waren 6937 männlich und 7711 weiblich.
Von den 85 Dörfern und Quartieren der Kommune Djakotomey entfallen elf auf Sokouhoué:
1. Akodébakou
2. Assogbahoué
3. Avodjihoué
4. Avonnouhoué
5. Gbékéhoué
6. Hounkémey
7. Mededjihoué
8. Sahou-Sohoué
9. Sokouhoué
10. Tokpohoué
11. Zouzouvou